# ロンジソーラー
ロンジソーラー(中国語: 隆基绿能科技股份有限公司, 英語: LONGi Green Energy Technology Co. Ltd.）、旧称Xi'an Longi Silicon Materials Corporationは、中国のソーラーパネルメーカーである。2020年以降、ロンジソーラーは同業のジンコソーラー等を抑えて世界最大のソーラーパネルメーカーであり、上海証券取引所に上場している。

## 歴史
同社は2000年2月14日、李振国によって本社を置く陝西省西安の名前を取って西安隆基硅材料股份有限公司(Xi'an LONGi Silicon Materials Corporation)として設立された。 2017年2月にLERRI Solarを買収後、現在の社名に変更し、「西安」の地名も削除した。

### 子会社
- LERRI Solar Technology Co., Ltd. (別名LERRI Photovoltaic Technology, LERRI Solarなど) 2014年に買収。 [3]
- LONGi Solar(LONGi Green Energyの子会社)

## 事業
ロンジはソーラーパネル向けの単結晶シリコンウエハの研究開発を行っており、ソーラーパネル向け単結晶シリコンウエハの出荷量でも世界一位となっている。
ハンファQセルズ、ジンコソーラー等世界の大手ソーラーパネルメーカーで構成されるSilicon Module Super League (SMSL)に加入している。
2012年に上海証券取引所に上場した。
2017年頃には、LONGi は、業界で最も急速に成長しているソーラーパネルメーカーと呼ばれることもあった。2013年、LONGiは単結晶シリコンウエハの販売で約3億3,000万ドルの年間収益を得ていたが、2016 年には約16億7000万ドルにまで急増した。これは2015年度比で94%近く増加していることになる。 
中国本土、インド およびマレーシアに自社工場を持ち、アメリカのSunEdison等の他企業からも製造施設を取得している。 